# Júlio César (ur. 1980)
Júlio César Rocha Costa (ur. 12 maja 1980) – brazylijski piłkarz występujący na pozycji pomocnika.

## Kariera piłkarska
Od 1999 do 2012 roku występował w Verdy Kawasaki, Osasco, Portuguesa, São Caetano, EC Juventude, Caxias, Gama, Mogi Mirim, Noroeste, Criciúma, Marília, Icasa i Ferroviária.